# روبن فريمان (كرة سلة)
روبن فريمان (بالإنجليزية: Robin Freeman)‏ مواليد 8 أبريل 1934 في سينسيناتي - الوفاة 23 سبتمبر 2014، كان لاعب كرة سلة أمريكي. تم اختياره من قبل فريق أتلانتا هوكس خلال الدرافت. حمل الرقم 24. بلغ طوله 5 قدم 11 بوصة (1.8 م).